# 帕特·卡罗尔
帕特·卡罗尔（英語：Pat Carroll，1927年5月5日—2022年7月30日），女，美国演员。曾获得黄金时段艾美奖喜剧类电视系列剧最佳女配角。